# Малые Пруды (Красноярский край)
Малые Пруды — посёлок в Канском районе Красноярского края. Входит в состав Большеуринского сельсовета.

## История
Основан в 1932 г. как посёлок 1-го отделения совхоза Канский. В 1976 г. Указом Президиума ВС РСФСР поселок отделения №1 птицесовхоза переименован в Малые Пруды.

## Население
| 2010 |
| ---- |
| 205  |